# Igreja Ortodoxa Russa no Exterior
A Igreja Ortodoxa Russa no Exterior (em russo:  Ру́сская правосла́вная це́рковь за рубежо́м; em inglês:  Russian Orthodox Church Abroad - ROCA) ou Igreja Ortodoxa Russa fora da Rússia (em russo:  Ру́сская правосла́вная це́рковь заграни́цей; em inglês:  Russian Orthodox Church Outside Russia - ROCOR) é uma jurisdição autogovernada do Patriarcado de Moscou, desde 17 de maio de 2007, originalmente formada em resposta à política dos Bolcheviques com respeito a religião na União Soviética logo após a Revolução Russa. A ROCOR abrange algumas das antigas dioceses do Patriarcado de Moscou na diáspora russa.

## História
A Igreja Ortodoxa Russa no Exterior foi criada nos anos 1920, principalmente por religiosos que escaparam do Império Russo após a revolução bolchevista, mas também por comunidades russas já antes no exterior. Fundando sua canonicidade no Ukaz nº 362 de 20 de novembro de 1920 de São Ticônio de Moscou (à época, primaz da Igreja Ortodoxa Russa), que dispensou 34 bispos, centenas de presbíteros e milhares de russos ao redor do mundo, abrindo vias para uma administração autônoma da hierarquia fora da Rússia, em reação ao caos institucional paralelo à Guerra Civil Russa. Em 13 de setembro de 1922, o sínodo se reuniu em Sremski Karlovci, na Voivodina, elegendo o metropolita Antônio (Khrapovitski), Metropolita de Kiev e Galícia até 1919, como Primeiro Hierarca. A comunhão espiritual desta hierarquia autônoma foi interrompida em 1927, após a declaração de lealdade do Patriarca Sérgio de Moscou ao regime soviético, que exigiu aos bispos fora da Rússia concordância.
Em Moscou, no dia 17 de maio de 2007, na Catedral de Cristo Salvador foi assinada Ata sobre Restauração da Comunhão Canônica da Igreja Ortodoxa Russa no Exterior com a Igreja Ortodoxa Russa. Uma minoria liderada pelo bispo Agafângelo (Pashkovski), não aceitando a restauração, se separou, criando a Autoridade Eclesial Suprema Provisória.

## Estrutura e episcopado
A ROCOR é chefiada pelo Primeiro Hierarca (Protohierarca), Primaz, Chefe do Santo Sínodo e Bispo da Diocese Nova Iorque e Leste Americano. O Santo Sínodo também tem um vice-presidente. A "autoridade suprema do órgão legislativo, administrativo, judicial e executivo eclesiástico" é o Conselho dos Bispos que se reúne a cada dois anos. A ROCOR tem 08 dioceses.

### Dioceses
- Diocese de Berlim e Alemanha;[20]
- Diocese de Nova Iorque e Leste Americano (Metropolitana);[21]
- Diocese de Londres e Europa Ocidental;[22]
- Diocese de Montreal e Canadá;
- Diocese de São Francisco e Oeste Americano;
- Diocese de Sydney e Austrália-Nova Zelândia;[23]
- Diocese de Chicago e Centro Americano;
- Diocese de Caracas e América do Sul.[24]

Há também uma Missão Eclesiástica Russa em Jerusalém.
A maioria das paróquias está localizada nos Estados Unidos, sendo 153 paróquias e 12 mosteiros (em 2013); no total, 409 paróquias (em 2013) e 39 comunidades monásticas (em 2013). O Centro Espiritual é o Mosteiro da Santíssima Trindade em Jordanville, Nova Iorque, fundado em 1930 pelo Arquimandrita Panteleimon (Nizhnik) e o Salmista Ivan Andreevich Kolos. O Seminário Teológico da Santíssima Trindade da Igreja Ortodoxa Russa no Exterior está localizado em Jordanville. Além disso, existe uma escola pastoral de língua inglesa e espanhola da Diocese de Chicago e do Centro Americano.

### Bispos
- Nicolau (Olhovski) - Metropolita de Nova Iorque e América Oriental, Presidente do Sínodo dos Bispos; Primeiro Hierarca;[18]
- Marco (Arndt) - Metropolita de Berlim e Alemanha, Vice-Presidente do Sínodo dos Bispos;[18] Lugar-tenente do Primeiro Trono Hierárquico;[34]

- Cirilo (Dmitrieff) - Arcebispo de São Francisco e América Ocidental;[18]
- Gabriel (Chemodakov) - Arcebispo de Montreal e Canadá;[18]
- Pedro (Loukianoff) - Arcebispo de Chicago e América Central;[18]
- João (Bērziņš) - Bispo de Caracas e América do Sul;[18]
- Ireneu (Steenberg) - Bispo de Londres e Europa Ocidental;[18]
- George (Schaefer) - Bispo de Sydney, Austrália e Nova Zelândia;[18]
- Teodósio (Ivashchenko) - Bispo de Seattle, vigário da Diocese da América Ocidental;[18]
- Luca (Murianka) - Bispo de Siracusa, vigário da Diocese da América Oriental;[18]
- Alexandre (Echevaria) - Bispo de Vevey, vigário da Diocese da Europa Ocidental;[18]
- Tiago (Corazza) - Bispo de Sonora, segundo vigário da Diocese da América Ocidental;[18]
- Jó (Bandmann) - Bispo de Stuttgart, vigário da Diocese alemã;[35]

#### Bispos aposentados
- Miguel (Donskoff) - Arcebispo de Genebra e Europa Ocidental;[18]
- Jerônimo (Shaw) - Bispo vigário de Manhattan;[18]
- Jonas (Paffhausen) - Ex-arcebispo de Washington, Metropolita de Toda a América e Canadá na OCA;[36]
- Nicolau (Soraich) - Ex-bispo de Sitka e Alasca na OCA.[37]

#### Ex-bispos
- Eutício (Kurochkin) - Mudou-se para o Patriarcado de Moscou em 2007;[38]
- Benjamin (Rusalenko) - Ex-bispo de Kuban e Mar Negro (1990)[39]; banido do sacerdócio (2002)[39];
- Agafângelo (Pashkovski) - Ex-bispo de Odessa e Taurida (1994); privado do sacerdócio (2007);[40] banido do sacerdócio (2009).[41][42]

## Primeiros-hierarcas
- Antônio (Khrapovitski) (1920-1936)
- Anastácio (Gribanovski) (1936-1964)
- Filareto (Voznesenski) (1964-1985)
- Vitálio (Ustinov) (1986-2001)
- Lauro (Škurla) (2001-2008)
- Hilarião (Kapral) (2008-2022)[43][44][45]
- Nicolau (Olhovski) (2022)[46][47][48][49]

## No Brasil
Após a união de 2007, o Bispo Agafângelo (Pashkovski), recentemente alocado à diocese de Buenos Aires, recusou a união com a Igreja Ortodoxa Russa, formando a Autoridade Eclesial Suprema Provisória (ROCOR(A) ou ROCOR(Ag)) e movendo as paróquias remanescentes da ROCOR no Brasil para esta. Hoje, está jurisdição não-canônica conta com o Bispo Gregório (Petrenko) e igrejas em São Paulo e no Rio de Janeiro. A Paróquia da Santa Mártir Zenaide, no Rio de Janeiro, se retirou da Igreja Russa no Exterior e foi recebida pela Igreja Ortodoxa na América em 1976, vinculando-se em 1998 à Igreja Ortodoxa Russa, na qual hoje se encontra. Não há mais, pois, presença da ROCOR no Brasil, apenas paróquias veterocalendaristas em cisma utilizando-se de nome semelhante.